# ترومن کاپوتی
ترومن استرکفوس پرسونز (به انگلیسی: Truman Streckfus Persons) (زادهٔ ۳۰ سپتامبر ۱۹۲۴، درگذشتهٔ ۲۵ اوت ۱۹۸۴ لس آنجلس) معروف به ترومن کاپوتی (به انگلیسی: Truman Capote) رمان‌نویس، نمایشنامه‌نویس، فیلمنامه‌نویس و بازیگر اهل آمریکا بود. چندین داستان کوتاه، رمان و نمایشنامهٔ نوشتهٔ او اکنون آثار ادبی کلاسیک محسوب می‌شوند از جمله رمان کوتاه صبحانه در تیفانی (۱۹۵۸) و رمان جنایی در کمال خونسردی (۱۹۶۶) که کاپوتی آن را یک «رمان غیرداستانی» نامیده بود. آثار کاپوتی در بیش از ۲۰ فیلم و درام تلویزیونی مورد اقتباس قرار گرفته است.
کاپوتی به خاطر طلاق والدین، غیبت طولانی مادر و مهاجرت‌های متعدد، کودکی دشواری داشت. او از هشت سالگی استعداد نویسندگی را در وجود خود کشف کرده بود و روی آن کار می‌کرد. کاپوتی نویسندگی حرفه‌ای را با نوشتن داستان کوتاه آغاز کرد. یکی از داستان‌های کوتاه او به نام مریم (Miriam) (۱۹۴۵) تحسین منتقدان را برانگیخت و باعث شد انتشارات مشهور راندوم‌هاوس تصمیم بگیرد برای نوشتن رمانی که صداهای دیگر، اتاق‌های دیگر (۱۹۴۸) نام گرفت، با کاپوتی قرارداد ببندد. کاپوتی پس از نوشتن در کمال خونسردی که اثری ژورنالیستی دربارهٔ قتل اعضای یک خانواده در مزرعه‌شان بود، به اوج شهرت خود رسید. او شش سال را صرف نوشتن این کتاب کرد و در این مدت، دوست قدیمی‌اش هارپر لی (نویسندهٔ رمان کشتن مرغ مقلد) به او کمک می‌کرد.

## کودکی و نوجوانی

خرابه‌های تاریخی خانه دوران کودکی ترومن کاپوتی در مونروویل، آلاباما

ترومن کاپوتی در شهر نیواورلئان در ایالت لوئیزیانا متولد شد. مادرش لی‌لی می فولک نام داشت و پدرش فروشنده‌ای بود به نام آرچلس پرسونز. وقتی ترومن دو ساله بود والدینش از یکدیگر جدا شدند و او را به مونروویل، آلاباما فرستادند. او تا چهار یا پنج سال بعد در این شهر و با اقوام مادرش زندگی می‌کرد و خیلی زود با یکی از بستگان دور مادرش به نام ننی رامبلی فولک انس گرفت. ترومن در این شهر با هارپر لی همسایه و دوست شد که او هم بعدها نویسندهٔ مشهوری شد و این دو سالها دوست باقی ماندند. هارپر لی در رمان کشتن مرغ مقلد احتمالاً خصوصیات دیل هریس را از کاپوتی گرته‌برداری کرده است.
کاپوتی کودکی تنها بود و خودش خواندن و نوشتن را قبل از ورود به کلاس اول آموخت. او از پنج سالگی همیشه لغت‌نامه و دفترچه همراه خود داشت و از ۱۱ سالگی شروع به داستان‌نویسی کرد.
پدر ترومن به جرم کلاهبرداری مدتی به زندان افتاد و والدینش جدال حقوقی سختی بر سر حضانت او داشتند. ترومن نهایتاً در سال ۱۹۳۲ به نیویورک رفت تا با مادر و ناپدری‌اش که خوزه گارسیا کاپوتی نام داشت و اهل کوبا بود زندگی کند. ناپدری‌اش او را به فرزندی پذیرفت و نام او را به ترومن گارسیا کاپوتی تغییر داد. در همین سال وارد مدرسهٔ ترینیتی در نیویورک شد و سپس در آکادمی نظامی سنت جوزف تحصیل کرد. در سال ۱۹۳۹ خانوادهٔ کاپوتی به گرینویچ، کنتیکت نقل مکان کردند و ترومن در دبیرستان گرینویچ درس می‌خواند و برای مجلات ادبی مدرسه‌اش مطلب می‌نوشت. خانوادهٔ او در سال ۱۹۴۱ به نیویورک برگشتند. کاپوتی وارد مدرسهٔ فرانکلین واقع در آپر وست ساید نیویورک و در سال ۱۹۴۲ فارغ‌التحصیل شد. این نقطهٔ پایان تحصیلات رسمی او بود.
حین تحصیل در دبیرستان فرانکلین در سال ۱۹۴۲، کاپوتی در واحد هنری مجلهٔ نیویورکر به عنوان مسئول زیراکس کار می‌کرد. او دو سال مشغول این کار بود اما بعد از آن به خاطر عصبانی کردن شاعر معروفی به نام رابرت فراست اخراج شد. او سپس به آلاباما برگشت تا با اقوامش زندگی کند و نوشتن اولین رمانش به نام گذر تابستان (Summer Crossing) را آغاز کرد.

## کارنامهٔ نویسندگی

### داستان کوتاه
کاپوتی نوشتن داستان کوتاه را از حدود ۸ سالگی شروع کرد. در سال ۲۰۱۳، یک ناشر سوئیسی ۱۴ داستان منتشرنشده را در بایگانی کتابخانه عمومی نیویورک پیدا کرد که کاپوتی در نوجوانی نوشته بود. در سال ۲۰۱۵ انتشارات راندوم‌هاوس این داستان‌ها را در قالب کتابی با عنوان نخستین داستان‌های ترومن کاپوتی منتشر کرد.
بین سال‌های ۱۹۴۳ تا ۱۹۴۶، کاپوتی چندین داستان کوتاه نوشت که برخی از این داستان‌ها در نشریات ادبی و مجلات مشهور مانند ماهنامهٔ آتلانتیک، هارپرز بازار، مجله هارپر، مادمازل، نیویورکر منتشر شد. داستان کوتاه مریم در ژوئن ۱۹۴۵ در مجله مادمازل منتشر شد و سال بعد جایزهٔ بهترین داستان اول را دریافت کرد.
انتشارات راندوم‌هاوس، ناشر یکی از رمان‌های کاپوتی به نام صداهای دیگر، اتاق‌های دیگر را منتشر کرده بود با انتشار یک مجموعه داستان کوتاه دیگر از کاپوتی به نام درخت شب و داستان‌های دیگر در سال ۱۹۴۹ به موفقیت تجاری دست یافت. کاپوتی مدتی بعد از انتشار درخت شب، سفرنامه‌های خود را در قالب مجموعه‌ای به نام حال و هوای محلّی (Local Color) در سال ۱۹۵۰ منتشر کرد که شامل ۹ جستار بود که پیش از آن طی سال‌های ۱۹۴۶ تا ۱۹۵۰ در مجلات چاپ شده بود. داستان خاطره‌ای از کریسمس که اثری عمدتاً اتوبیوگرافیک است و در دههٔ ۱۹۳۰ می‌گذرد، در سال ۱۹۵۶ در مجلهٔ مادمازل به چاپ رسید. این داستان در سال ۱۹۶۶ به‌طور مستقل هم چاپ شد و تا کنون بارها تجدیدچاپ شده است.

### رمان

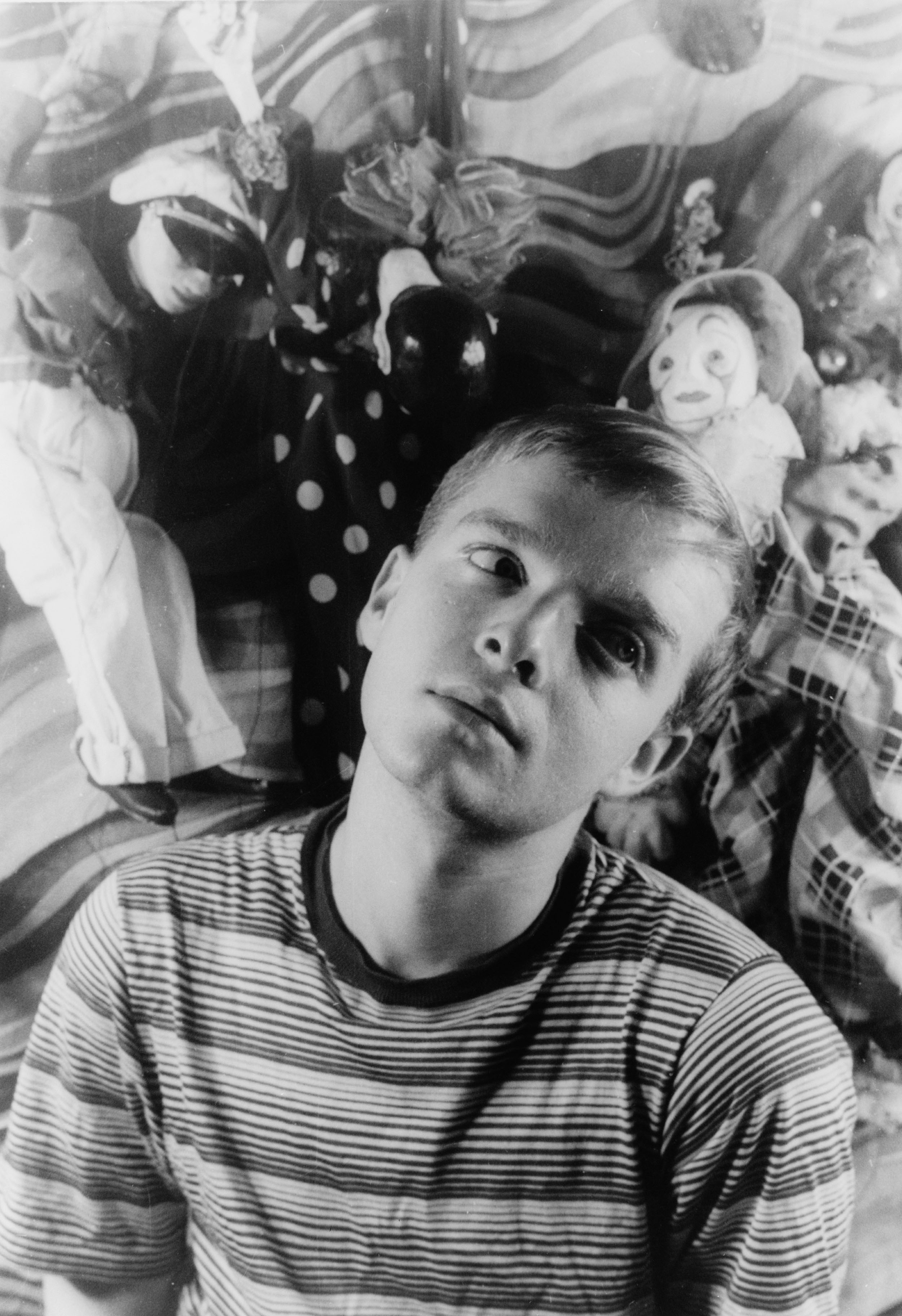
عکس کارل ون وکتن از ترومن کاپوتی

در دههٔ ۱۹۴۰ کاپوتی رمانی نوشت که در نیویورک می‌گذرد و به رابطهٔ رمانتیک یک زن سرشناس می‌پردازد. کاپوتی بعدها ادعا کرد که متن دست‌نویس این رمان را از بین برده اما ۲۰ سال پس از مرگش، در سال ۲۰۰۴، روشن شد که پیشخدمت آپارتمانی که کاپوتی مدتی در آن ساکن بوده در سال ۱۹۵۰ این متن را از زباله درآورده و نگه داشته است. این رمان در سال ۲۰۰۶ توسط انتشارات راندوم‌هاوس به نام گذر تابستان (Summer Crossing) منتشر شد. اسکارلت جوهانسون در سال ۲۰۱۳ حق ساخت فیلمی بر اساس این رمان را خریده است.
استقبال منتقدان از داستان کوتاه مریم (۱۹۴۵) باعث شد انتشارات راندوم‌هاوس تصمیم بگیرد برای نوشتن رمان با کاپوتی قرارداد ببندد. کاپوتی پس از دریافت ۱۵۰۰ دلار پیش‌پرداخت، به مونروویل بازگشت و نوشتن رمان صداهای دیگر، اتاق‌های دیگر را آغاز کرد. نگارش این رمان در نانتاکت، ماساچوست به پایان رسید و در ۱۹۴۸ چاپ شد. این رمان روایتی نیمه اتوبیوگرافیک از کودکی کاپوتی در آلاباما است.

### عکس مشهور هارولد هلما
رمان صداهای دیگر، اتاق‌های دیگر به فهرست پرفروش‌ترین کتاب‌های نیویورک تایمز راه پیدا کرد، ۹ هفته در این فهرست باقی ماند و بیش از ۲۶٬۰۰۰ نسخه فروخت. تبلیغات و جنجال‌های مربوط به این رمان، کاپوتی را به شهرت رساند. عکاسی به نام هارولد هلما در سال ۱۹۴۷ عکسی از ترومن کاپوتی گرفته بود که این عکس برای تبلیغ رمان صداهای دیگر استفاده می‌شد و خودْ جنجالی به پا کرده بود. بخش زیادی از توجه به شخص کاپوتی، متمرکز بر تفسیرهای مختلف از این عکس بود چراکه برخی ژست کاپوتی در این عکس را تحریک‌آمیز و عشوه‌گرانه می‌دانستند. این عکس تأثیر عمیقی بر اندی وارهول ۲۰ ساله گذاشت و او پس از رفتن به نیویورک بارها تلاش کرد کاپوتی را از نزدیک ببیند. شیفتگی وارهول نسبت به کاپوتی، الهام‌بخش اولین اثر نمایشی او در نیویورک به نام پانزده نقاشی بر اساس نوشته‌های ترومن کاپوتی بود که در سال ۱۹۵۲ در گالری هوگو به نمایش درآمد.

### نمایشنامه‌نویسی، فیلمنامه‌نویسی و مجله‌نویسی
در اوایل دهه ۱۹۵۰، کاپوتی به تئاتر برادوی و سینما روی آورد و یکی از رمان‌های کوتاهش به نام چنگ چمن‌زار (The Grass Harp) (۱۹۵۱) را در قالب نمایشنامه اقتباس کرد. این تئاتر در سال ۱۹۵۲ اجرا شد و در سال ۱۹۷۱ در قالب فیلم موزیکال و در سال ۱۹۹۵ در قالب فیلم داستانی چنگ چمن ساخته شد. کاپوتی پس از آن فیلمنامهٔ موزیکالی به نام خانهٔ گل (۱۹۵۴) نوشت که هارولد آرلن آن را کارگردانی کرد. کاپوتی با همکاری جان هیوستون فیلمنامهٔ شیطان را بران (۱۹۵۳) را نوشت. او همراه با تور اپرای Porgy and Bess به اتحاد جماهیر شوروی سفر کرد و طی این زمان، سلسله مقالاتی برای مجله نیویورکر نوشت که این مقالات در قالب اولین کتاب غیرداستانی او به نام The Muses Are Heard در سال ۱۹۵۶ به چاپ رسید.
کاپوتی در سال ۱۹۵۹ جستاری اتوبیوگرافیک به نام بروکلین هایتس: یک شرح حال شخصی را برای مجلهٔ هالیدی (یکی از مجلات محبوبش) نوشت که مربوط به دوران زندگی او در محلهٔ بروکلین هایتس نیویورک در دههٔ ۱۹۵۰ بود.

### صبحانه در تیفانی

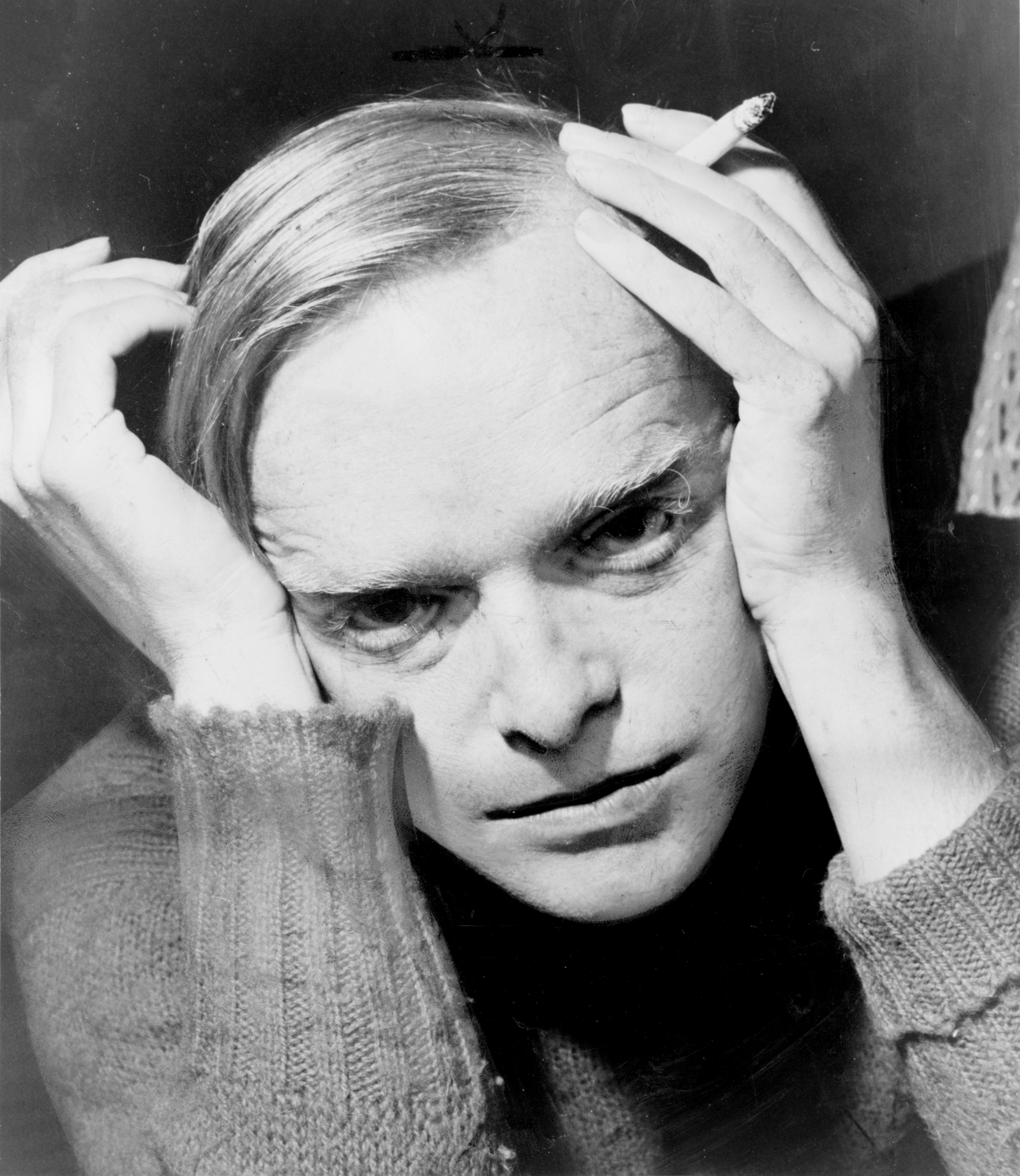
ترومن کاپوتی در سال ۱۹۵۹.

صبحانه در تیفانی: یک رمان کوتاه و سه داستان در سال ۱۹۵۸ منتشر شد که شامل رمان کوتاه صبحانه در تیفانی و سه داستان کوتاه به نام‌های خانهٔ گل، گیتاری از جنس الماس و خاطره‌ای از کریسمس بود. هالی گولایتلی (قهرمان زن صبحانه در تیفانی) تبدیل به یکی از مشهورترین شخصیت‌های مخلوق کاپوتی شد و نثر این کتاب نیز ستایش بسیاری برانگیخت، از جمله نورمن میلر که کاپوتی را «بی‌نقص‌ترین نویسنده نسل من» نامید.
این رمان کوتاه در اصل قرار بود در شمارهٔ ژوئیهٔ ۱۹۵۸ هارپرز بازار به چاپ برسد. ناشر مجله از کاپوتی خواست پیش از انتشار، تغییراتی در زبان زنانهٔ داستان بدهد که او هم با بی‌میلی پذیرفت چون عکس‌های دیوید اتی و طراحی مدیر هنری مجله را دوست داشت اما علیرغم این تغییرات، ناشر باز هم به مجله دستور داد که داستان را چاپ نکند. به نظر آنها زبان و موضوع داستان همچنان «نامناسب» بود و نگران بودند شرکت تیفانی که یکی از تبلیغ‌دهندگان بزرگ مجلات بود، واکنش منفی نشان بدهد. کاپوتی که از این تصمیم به خشم آمده بود رمان کوتاهش را به مجله اسکوایر فروخت تا در شماره نوامبر ۱۹۵۸ به چاپ برسد. به گفته خود کاپوتی، او به اسکوایر گفته تنها در صورتی مایل است داستان را چاپ کنند که مجموعه عکس‌های دیوید اتی هم در کنار آن چاپ شود اما در کمال نومیدی، اسکوایر تنها یک عکس تمام‌صفحه را منتشر کرد. مدت کوتاهی پس از آن، انتشارات راندوم‌هاوس این رمان کوتاه را به صورت مستقل به چاپ رساند.

### در کمال خونسردی
در کمال خونسردی: گزارش واقعی از چند فقره قتل و پیامدهای آن (۱۹۶۵) الهام‌گرفته از مقاله‌ای ۳۰۰ کلمه‌ای بود که در ۱۶ نوامبر ۱۹۵۹ در نیویورک‌تایمز به چاپ رسید. در این خبر، قتل اعضای خانوادهٔ کلاتر در منطقه روستایی هولکومب، کانزاس توصیف و از کلانتر محل نقل قول شده بود که این جنایت ظاهراً به دست یک قاتل سایکوپات انجام شده است. کاپوتی فوراً مجذوب این پرونده شد و همراه با هارپر لی به هولکومب سفر کرد تا از صحنه جنایت دیدن کند. طی سال‌های بعد، کاپوتی با تمام کسانی که در روند رسیدگی به این پرونده دست داشتند و همچنین با اغلب ساکنان این شهر کوچک آشنا شد. به جای یادداشت‌برداری حین گفتگو، کاپوتی حرف‌ها را به خاطر می‌سپرد و به محض پایان گفتگو، هرچه به یاد می‌آورد می‌نوشت.
در کمال خونسردی ابتدا در قالب سلسله مقاله در مجله نیویورکر و پس از آن در سال ۱۹۶۶ توسط انتشارات راندوم‌هاوس چاپ شد. این کتاب که خود کاپوتی آن را «رمان غیرداستانی» می‌نامید، با اقبال خوبی مواجه شد و جزو کتاب‌های پرفروش بین‌المللی قرار گرفت.

## شخصیت و گرایش جنسی
ترومن کاپوتی علناً همجنسگرا بود. یکی از اولین پارتنرهای او استاد ادبیات کالج اسمیت به نام نیوتن آروین بود که در سال ۱۹۵۱ به خاطر نوشتن بیوگرافی هرمان ملویل توانسته بود جایزه ملی کتاب را کسب کند و کاپوتی رمان صداهای دیگر، اتاق‌های دیگر را به او تقدیم کرد. اما کاپوتی بخش اعظم زندگی خود را با پارتنرش جک دانفی سپری کرد که او هم نویسنده بود. دانفی در کتابش به نام نابغهٔ عزیز… خاطراتی از زندگی با ترومن کاپوتی، کوشیده است در کنار توصیف ترومن کاپوتی در مقام معشوق و شریک زندگی، به ابعاد دیگر شخصیت کاپوتی از جمله تقلای او برای موفقیت و در نهایت اعتیادش به مخدر و الکل هم بپردازد. هرچند دانفی و کاپوتی تا پایان عمر کاپوتی پارتنر یکدیگر بودند اما به نظر می‌رسد در مقاطعی زندگی چندگانه داشته‌اند. این دو گاهی محل زندگی‌شان را از هم جدا می‌کردند تا خودمختاری بیشتری داشته باشند و دانفی هم ترجیح می‌داد گاهی خود را از عذاب تماشای اعتیاد کاپوتی به الکل و مخدر خلاص کند.
کاپوتی به دلیل صدای نازک و خاص، ادا و اصول‌های گفتاری و لباس‌های نامتعارفش هم معروف بود. او اغلب ادعا می‌کرد افرادی را از نزدیک می‌شناسد در حالی که هرگز آنها را از نزدیک ندیده بود از جمله گرتا گاربو. او می‌گفت با مردان بسیاری که گمان می‌رفت همجنسگرا هستند رابطه داشته است از جمله با ارول فلین. او در داخل و خارج آمریکا، با حلقه‌های اجتماعی مختلفی مانند نویسندگان، منتقدان، تاجران، خیرین، چهره‌های مشهور تئاتر و هالیوود و طبقه اشراف، حشر و نشر داشت. بخشی از وجهه عمومی‌ای که او سعی می‌کرد برای خود بسازد، در رقابت دیرین او با گور ویدال ریشه داشت. کاپوتی جز نویسندگان محبوبش (ویلا کاتر، کارن بلیکسن و مارسل پروست) به‌ندرت حاضر بود نویسنده دیگری را ستایش کند اما کسی که توانست تأیید و ستایش او را دریافت کند روزنامه‌نگاری به نام لِیسی فازبرگ بود که کتابی به نام وقت پایان: داستان واقعی قتل گودبار (۱۹۷۷) را نوشته بود. کاپوتی همچنین کتاب اندی وارهول به نام فلسفهٔ اندی وارهول: از الف تا ب و برعکس را ستایش کرد.
هرچند کاپوتی هرگز از جنبش حقوق همجنسگرایان حمایت نکرد اما صراحت و بی‌پردگی او دربارهٔ گرایش جنسی‌اش و تشویق دیگران به همین کار، باعث شد نقش و تأثیر مهمی در زمینه حقوق همجنسگرایان داشته باشد.

## مرگ

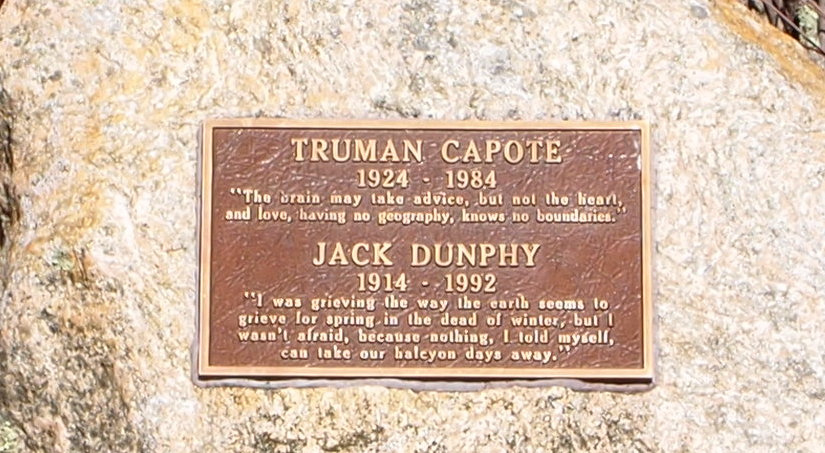
سنگ یادبود ترومن کاپوتی و جک دانفی در ساوت‌همپتون، نیویورک

ترومن کاپوتی در ۲۵ اوت ۱۹۸۴ در بل ایر، لس آنجلس درگذشت. طبق گزارش پزشک قانونی، علت مرگ او بیماری کبدی همراه با فلبیت و چندین مسمومیت دارویی بود. او در خانهٔ دوست قدیمی‌اش، جوآن کارسون (همسر مجری مشهور تلویزیون جانی کارسون)، از دنیا رفت. گور ویدال پس از شنیدن خبر درگذشت کاپوتی، آن را «یک حرکت حرفه‌ای خردمندانه» نامید. جسد کاپوتی سوزانده شد و خاکستر او را چندین بار دزدیدند. جک دانفی در سال ۱۹۹۲ درگذشت و خاکستر او و کاپوتی را ظاهراً در دریاچه‌ای بین بریج‌همپتون، نیویورک و سگ‌هاربر، نیویورک واقع در لانگ آیلند پخش کردند.
کاپوتی در وصیت‌نامهٔ خود نوشته بود که پس از مرگ جک دانفی، باید با درآمد آثار او یک تراست ایجاد شود و از این محل جوایز ادبی، کمک‌هزینهٔ تحصیلی و بورسیه اعطا شود از جمله جایزهٔ ترومن کاپوتی برای نقد ادبی به یادبود نیوتن آورین، که یاد کاپوتی و پارتنر او نیوتن آروین (که پس از افشای همجنسگرایی‌اش شغلش را در دانشگاه از دست داد) زنده می‌دارد. این تراست با نام تراست ادبی ترومن کاپوتی در سال ۱۹۹۴، دو سال پس از مرگ دانفی، ایجاد شد.

## کاپوتی در سینما و تلویزیون
- در سال ۱۹۶۱، رمان کوتاه صبحانه در تیفانی توسط بلیک ادواردز کارگردانی شد. نقش اصلی فیلم (هالی گولایتلی) را آدری هپبورن بازی کرد که به عقیدهٔ بسیاری نقش تعیین‌کنندهٔ کارنامهٔ بازیگری او بود. کاپوتی هرگز تغییراتی را که برای جلب توجه عامهٔ مردم در داستان داده شد تأیید نکرد.
- تجربه‌های کودکی کاپوتی در داستان خاطره‌ای از کریسمس منعکس شده بود و کاپوتی این اثر را برای تلویزیون اقتباس و روایت کرد. این برنامهٔ تلویزیونی توسط فرانک پری کارگردانی و در ۲۱ دسامبر ۱۹۶۶ از شبکهٔ ABC Stage 67 پخش شد. جرالدین پیج برای بازی در این اثر برندهٔ جایزه امی شد.
- در کمال خونسردی (فیلم ۱۹۶۷) اقتباسی از رمان کاپوتی بود که به کارگردانی ریچارد بروکس و با بازی رابرت بلیک و اسکات ویلسون ساخته شد. در این فیلم از لوکیشن واقعی خانهٔ خانوادهٔ کلاتر و هولکومب استفاده شد.
- در فیلم معمایی و کمدی قتل با مرگ (۱۹۷۶) به کارگردانی نیل سایمون، کاپوتی نقش اصلی میلیونری گوشه‌گیر به نام لایونل تواین را بازی کرد. او به خاطر بازی در این فیلم نامزد دریافت جایزه گلدن گلوب شد.
- در صحنه‌ای از فیلم آنی هال (۱۹۷۷) ساختهٔ وودی آلن، الوی (وودی آلن) و آنی (دایان کیتن) به عابران پارک نگاه می‌کنند و الوی می‌گوید: «اینم برندهٔ مسابقهٔ بهترین بَدَل ترومن کاپوتی». این عابر واقعاً خود ترومن کاپوتی است که نامش در تیتراژ فیلم ذکر نشده است.
- فیلم صداهای دیگر، اتاق‌های دیگر در سال ۱۹۹۵ به کارگردانی دیوید راک‌سوج، با بازی دیوید اسپک در نقش جوئل سنسام ساخته شد.
- در سال ۱۹۹۵، رمان کوتاه کاپوتی به نام چنگ چمن‌زار (۱۹۵۱) که خود او یک سال بعد نمایشنامه‌اش را هم نوشته بود، تبدیل به فیلم شد. فیلمنامه را استرلینگ سیلیفنت نوشت و کارگردانی برعهدهٔ چارلز ماتائو (پسر والتر ماتائو) بود.
- در سال ۱۹۹۶ مینی‌سریالی از کتاب در کمال خونسردی ساخته شد که آنتونی ادواردز و اریک رابرتس در آن بازی می‌کردند و کارگردان آن جاناتان کاپلان بود.
- فیلم تلویزیونی خاطره‌ای از کریسمس اثر ترومن کاپوتی در سال ۱۹۹۷ پخش شد که پتی دوک و پایپر لوری در آن بازی می‌کردند و در واقع بازسازی یک برنامهٔ تلویزیونی بود که در سال ۱۹۶۶ به کارگردانی گلن جردن ساخته و پخش شده بود.
- در سال ۲۰۰۲، یکی از داستان‌های کوتاه کاپوتی به نام بچه‌ها در جشن تولدشان تبدیل به فیلم شد که کارگردانی آن برعهدهٔ مارک مدوف بود.
- در سال ۱۹۶۶ مستندی ۲۹ دقیقه‌ای به نام با عشق، از طرف ترومن، به کارگردانی آلبرت و دیوید میزلز و شارلوت زوئرین ساخته شد. موضوع این مستند، مصاحبهٔ خبرنگار نیوزویک با ترومن کاپوتی در خانهٔ ساحلی‌اش در لانگ‌آیلند است. کاپوتی در این مصاحبه دربارهٔ در کمال خونسردی، رابطه‌اش با این قتل‌ها و پوشش محاکمهٔ این پرونده صحبت می‌کند.
- مستندی به نام ترومن کاپوتی: وحشت کوچک در ۱۷ دسامبر ۱۹۷۷ در قالب برنامهٔ تلویزیونی بیوگرافی پخش شد. دی‌وی‌دی این مستند هم در سال ۲۰۰۵ منتشر شد.[۳۴]
- در سال ۲۰۰۵ فیلمی به نام کاپوتی به کارگردانی بنت میلر ساخته شد که کاپوتی را در زمان نوشتن در کمال خونسردی به تصویر می‌کشید. در این فیلم فیلیپ سیمور هافمن نقش کاپوتی را بازی می‌کرد و برای این نقش‌آفرینی برندهٔ جایزه اسکار بهترین بازیگر نقش اول مرد شد.

## آثار
| سال  | عنوان                                                   | توضیح                                                                                          |
| ---- | ------------------------------------------------------- | ---------------------------------------------------------------------------------------------- |
| ۱۹۴۵ | مریم                                                    | داستان کوتاه در مجلهٔ مادمازل                                                                   |
| ۱۹۴۸ | صداهای دیگر، اتاق‌های دیگر                               | رمان                                                                                           |
| ۱۹۴۹ | درخت شب و داستان‌های دیگر                                | مجموعه داستان کوتاه                                                                            |
| ۱۹۵۰ | خانهٔ گل                                                 | داستان کوتاه                                                                                   |
| ۱۹۵۰ | حال و هوای محلّی (Local Color)                           | کتاب - مجموعه جستار دربارهٔ سفرهای کاپوتی                                                       |
| ۱۹۵۱ | چنگ چمن‌زار                                              | رمان                                                                                           |
| ۱۹۵۲ | چنگ چمن‌زار                                              | نمایشنامه                                                                                      |
| ۱۹۵۳ | شیطان را بران                                           | فیلمنامه                                                                                       |
| ۱۹۵۳ | ایستگاه آخر (فیلم ۱۹۵۳)                                 | فیلمنامه (فقط دیالوگ‌ها)                                                                        |
| ۱۹۵۴ | خانهٔ گل                                                 | تئاتر موزیکال در برادوی                                                                        |
| ۱۹۵۵ | Carmen Therezinha Solbiati – So Chic                    | داستان کوتاه                                                                                   |
| ۱۹۵۶ | The Muses Are Heard                                     | غیرداستانی                                                                                     |
| ۱۹۵۶ | خاطره‌ای از کریسمس                                       | داستان کوتاه در مجلهٔ مادمازل                                                                   |
| ۱۹۵۷ | The Duke in His Domain                                  | پروفایل مارلون براندو در نیویورکر                                                              |
| ۱۹۵۸ | صبحانه در تیفانی                                        | رمان کوتاه                                                                                     |
| ۱۹۵۹ | Brooklyn Heights: A Personal Memoir                     | جستار اتوبیوگرافیک                                                                             |
| ۱۹۵۹ | Observations                                            | عکس‌های ریچارد اودان، یادداشت‌های کاپوتی، با طراحی الکسی برودوویچ                                |
| ۱۹۶۰ | بی‌گناهان (فیلم)                                         | - فیلمنامه با همکاری سایرین، بر اساس رمان سخت‌تر شدن اوضاع اثر هنری جیمز - برنده جایزه ادگار    |
| ۱۹۶۳ | Selected Writings of Truman Capote                      | ترکیبی از آثار داستانی و غیرداستانی                                                            |
| ۱۹۶۴ |                                                         | داستان کوتاهی در مجله Seventeen                                                                |
| ۱۹۶۵ | در کمال خونسردی                                         | «رمان غیرداستانی» - دومین جایزه ادگار برای کاپوتی در سال ۱۹۶۶                                  |
| ۱۹۶۷ | خاطره‌ای از کریسمس                                       | برنده جایزه امی بهترین فیلمنامه برای فیلمی تلویزیونی در شبکه ای بی سی                          |
| ۱۹۶۸ | The Thanksgiving Visitor                                | داستان کوتاه                                                                                   |
| ۱۹۶۸ | Laura                                                   | فیلمنامه برای فیلم تلویزیونی                                                                   |
| ۱۹۷۳ | The Dogs Bark                                           | مجموعه‌ای از مقالات دربارهٔ سفر و طرح‌های شخصی                                                    |
| ۱۹۷۵ | "Mojave" and "La Cote Basque, 1965"                     | دو داستان کوتاه در مجله اسکوایر                                                                |
| ۱۹۷۶ | "Unspoiled Monsters" and "Kate McCloud"                 | دو داستان کوتاه در مجله اسکوایر                                                                |
| ۱۹۸۰ | موسیقی برای آفتاب‌پرست‌ها                                 | مجموعه آثار کوتاه اعم از داستانی و غیرداستانی                                                  |
| ۱۹۸۳ | یک کریسمس                                               | داستان کوتاه                                                                                   |
| ۱۹۸۶ | دعاهای مستجاب: یک رمان ناتمام                           | انتشار پس از مرگ کاپوتی                                                                        |
| ۱۹۸۷ | A Capote Reader                                         | حاوی اغلب آثار کوتاه‌تر کاپوتی اعم از داستانی و غیرداستانی                                      |
| ۲۰۰۲ | A House On The Heights                                  | - جستار کاپوتی با عنوان Brooklyn Heights: A Personal Memoir در سال ۱۹۵۹ - با مقدمه جرج پلیمپتن |
| ۲۰۰۴ | The Complete Stories of Truman Capote                   | مجموعه ۲۰ داستان کوتاه                                                                         |
| ۲۰۰۴ | Too Brief a Treat: The Letters of Truman Capote         | نامه‌های کاپوتی                                                                                 |
| ۲۰۰۶ | دزدان تابستان (Summer Crossing)                         | رمان                                                                                           |
| ۲۰۰۷ | Portraits and Observations: The Essays of Truman Capote | مجموعه جستار                                                                                   |
| ۲۰۱۵ | The Early Stories of Truman Capote                      | ۱۴ داستان منتشرنشده کاپوتی که در نوجوانی نوشته است                                             |

### آثار ترجمه‌شده به فارسی
- در کمال خونسردی، با ترجمه‌های مختلف
- بچه‌ها در جشن تولد، ترجمهٔ مرضیه خسروی، نشر روزگار
- تابوت‌های دست‌ساز: گزارش واقعی از یک جنایت آمریکایی، ترجمهٔ بهرنگ رجبی، نشر چشمه
- درخ‍ت ش‍ب (م‍ج‍م‍وع‍ه داس‍ت‍ان ک‍وت‍اه)، ت‍رج‍م‍هٔ ام‍ی‍د ن‍ی‍ک‌ف‍رج‍ام، نشر اندیشه‌سازان
- دزدان تابستان، ترجمهٔ زهره زادسر، نشر قطره
- صبحانه در تیفانی با ترجمه‌های مختلف
- صداهای دیگر اتاق‌های دیگر، با ترجمه‌های مختلف
- موسیقی برای آفتاب‌پرست‌ها، ترجمهٔ بهرنگ رجبی، نشر چشمه
- چنگ چمن‌زار، ترجمهٔ آرزو مقدس، نشر نیماژ
- چهره‌نگاری‌ها: چند معاشرت، ترجمهٔ بهرنگ رجبی، نشر چشمه
- خاطره‌ای از کریسمس و دو داستان دیگر، ترجمهٔ مهدی فاتحی، نشر فیروزه
- آوای چنگ علف زار، ترجمهٔ لیلا حسین رشیدی، نشر سفیر